# Arques (Aveyron)
Arques település Franciaországban, Aveyron megyében. Lakosainak száma 165 fő (2022. január 1.). Arques Bertholène, Laissac-Sévérac-l'Église, Ségur és Le Vibal községekkel határos.

## Népesség
A település népességének változása:
| Lakosok száma | 166  | 121  | 136  | 133  | 123  | 128  | 135  | 153  | 158  | 165  |
|               | 1968 | 1982 | 1990 | 2006 | 2013 | 2015 | 2017 | 2019 | 2020 | 2022 |